# Labus finitimus
Labus finitimus är en stekelart som beskrevs av Kohl. Labus finitimus ingår i släktet Labus och familjen Eumenidae. Inga underarter finns listade i Catalogue of Life.